# فهد الكواري
فهد الكواري (مواليد 19 ديسمبر 1968) هو لاعب كرة قدم قطري معتزل لعب مع منتخب قطر في كأس آسيا 2000. لعب للسد وتولى شارة القيادة لفترة قبل تقاعده في عام 2003. وشغل منصب مدير منتخب قطر في مرحلة ما بعد اعتزاله.

## روابط خارجية
- فهد الكواري على موقع الاتحاد الدولي (مؤرشف)  (الإنجليزية)
- فهد الكواري على موقع قاعدة بيانات كرة القدم.إي يو (الإنجليزية)
- فهد الكواري على موقع ناشيونال فوتبول تيمز (الإنجليزية)
- فهد الكواري على موقع عالم كرة القدم.نت (الإنجليزية)